# Adetus stellatus
Adetus stellatus là một loài bọ cánh cứng trong họ Cerambycidae.